# Nikola Jevtić
Nikola Jevtić (* 2. Juni 1984 in Smederevo, SFR Jugoslawien) ist ein ehemaliger serbischer Fußballspieler. 

## Verein
Nikola Jevtić begann in der Jugend des FK Smederevo, wo er auch später sein Profidebüt gab. Die Saison 2006/07 verbrachte er dann beim mazedonischen Erstligisten Vardar Skopje und gewann dort den nationalen Pokal. Dann kehrte er wieder zurück in seine Heimat Serbien und spielte für den FK Kolubara, FK Radnički 1923 Kragujevac und FK Palic Koming. Seine Karriere beendete der Spieler 2015 beim Amateurverein FK Proleter Vranovo.

## Nationalmannschaft
Am 7. September 2004 absolvierte Jevtić ein Testspiel für die serbisch-montenegrinische U-21-Nationalmannschaft gegen Deutschland. Bei der 3:5-Niederlage in Dessau wurde er in der 77. Minute für Ljubiša Vukelja eingewechselt.

## Erfolge
- Mazedonischer Pokalsieger: 2007